# Lista de prêmios e indicações recebidos por Stevie Ray Vaughan
Este artigo traz uma lista de prêmios e indicações recebidos pelo guitarrista de blues estadunidense Stevie Ray Vaughan.
Em 1982, ele foi um dos primeiro músicos inclusos no Austin Music Hall of Fame. Também foi incluso no Blues Hall of Fame, em 2000. Ao todo, Vaughan ganhou 6 Grammy Awards, 10 Austin Music Awards, e 5 W. C. Handy Awards."
Está ranqueado na 7a posição dos 100 melhores guitarristas da história da revista Rolling Stone, na 45a posição dos 50 melhores guitarristas da história da revista LA Times Magazine, e como #1 na lista dos 25 melhores guitarristas de blues de todos os tempos da revista MusicRadar.

## Grammy Awards

### Por Álbum
| Ano  | Álbum             | Indicação                           | Resultado | Observação |
| ---- | ----------------- | ----------------------------------- | --------- | ---------- |
| 1985 | Blues Explosion   | Best Traditional Blues Performance  | Venceu    |            |
| 1990 | In Step           | Best Contemporary Blues Performance | Venceu    |            |
| 1991 | Family Style      | Best Contemporary Blues Performance | Venceu    |            |
| 1993 | The Sky Is Crying | Best Contemporary Blues Album       | Venceu    |            |

### Por Canção
| Ano  | Canção                         | Indicação                          | Resultado | Observação |
| ---- | ------------------------------ | ---------------------------------- | --------- | ---------- |
| 1984 | "Texas Flood"                  | Best Traditional Blues Performance | Indicado] |            |
| 1984 | "Rude Mood"                    | Best Rock Instrumental Performance | Indicado  |            |
| 1985 | "Voodoo Chile (Slight Return)" | Best Rock Instrumental Performance | Indicado  |            |
| 1986 | "Say What!"                    | Best Rock Instrumental Performance | Indicado  |            |
| 1988 | "Pipeline"                     | Best Rock Instrumental Performance | Indicado  |            |
| 1990 | "Travis Walk"                  | Best Rock Instrumental Performance | Indicado  |            |
| 1991 | "D/FW"                         | Best Rock Instrumental Performance | Venceu    |            |
| 1993 | "Little Wing"                  | Best Rock Instrumental Performance | Venceu    |            |

## Austin Music Awards
O Austin Music Awards é um prêmio anual dado pela revista The Austin Chronicle. Ao todo, ele recebeu 10 prêmios, além da inclusão no hall da Fama.
| Ano  | Álbum/"Canção"                        | Indicação           | Resultado |
| ---- | ------------------------------------- | ------------------- | --------- |
| 1983 | Texas Flood                           | Album of the Year   | Venceu    |
| 1983 | "Love Struck Baby"                    | Best Single         | Indicado  |
| 1983 | "Pride and Joy"                       | Best Single         | Indicado  |
| 1983 | "Love Struck Baby"                    | Song of the Year    | Indicado  |
| 1983 | "Texas Flood"                         | Song of the Year    | Indicado  |
| 1983 | "Pride and Joy"                       | Song of the Year    | Indicado  |
| 1984 | Couldn't Stand the Weather            | Album of the Year   | Venceu    |
| 1984 | "Cold Shot" / "Honey Bee"             | Best Single         | Indicado  |
| 1984 | "Cold Shot"                           | Song of the Year    | Indicado  |
| 1984 | "Couldn't Stand the Weather"          | Song of the Year    | Indicado  |
| 1985 | Soul to Soul                          | Album of the Year   | Venceu    |
| 1985 | "Change It" / "Look at Little Sister" | Best Single         | Indicado  |
| 1985 | "Change It"                           | Song of the Year    | Indicado  |
| 1985 | "Say What!"                           | Song of the Year    | Indicado  |
| 1986 | Live Alive                            | Album of the Year   | Indicado  |
| 1986 | "Willie the Wimp"                     | Song of the Year    | Indicado  |
| 1989 | In Step                               | Album of the Decade | Indicado  |
| 1989 | In Step                               | Album of the Year   | Venceu    |
| 1989 | "Crossfire"                           | Best Single         | Venceu    |
| 1989 | "The House Is Rockin'"                | Best Single         | Indicado  |
| 1989 | "Crossfire"                           | Song of the Decade  | Indicado  |
| 1989 | "Texas Flood"                         | Song of the Decade  | Indicado  |
| 1989 | "Crossfire"                           | Song of the Year    | Venceu    |
| 1990 | Family Style                          | Album of the Year   | Venceu    |
| 1990 | "Tick Tock"                           | Best Single         | Venceu    |
| 1990 | "White Boots"                         | Best Single         | Indicado  |
| 1990 | "Hard to Be"                          | Best Single         | Indicado  |
| 1990 | "Tick Tock"                           | Song of the Year    | Venceu    |
| 1991 | The Sky Is Crying                     | Album of the Year   | Venceu    |
| 1991 | "Life By the Drop"                    | Best 45             | Indicado  |
| 1991 | "The Sky Is Crying"                   | Best 45             | Indicado  |
| 1992 | In the Beginning                      | Album of the Year   | Indicado  |

## Austin Music Hall of Fame
| Ano  | Músico             | Indicação    | Resultado |
| ---- | ------------------ | ------------ | --------- |
| 1982 | Stevie Ray Vaughan | Hall of Fame | Inducted  |

## W. C. Handy Awards
| Ano  | Músico             | Indicação                           | Resultado |
| ---- | ------------------ | ----------------------------------- | --------- |
| 1984 | Stevie Ray Vaughan | Best Contemporary Blues Male Artist | Indicado  |
| 1984 | Stevie Ray Vaughan | Entertainer of the Year             | Venceu    |
| 1984 | Stevie Ray Vaughan | Instrumentalist of the Year         | Venceu    |
| 1985 | Stevie Ray Vaughan | Instrumentalist of the Year         | Venceu    |

### Por Álbum
| Ano  | Álbum/"Canção" | Indicação                            | Resultado |
| ---- | -------------- | ------------------------------------ | --------- |
| 2000 | In Session     | Blues Album of the Year              | Venceu    |
| 2000 | In Session     | Contemporary Blues Album of the Year | Venceu    |

## Outros
- 1989: Performance (The International Talent Weekly) Reader's Poll, Winner - Concert Package of the Year, Stevie Ray Vaughan and Double Trouble, "Jeff Beck"
- 1989: Performance (The International Talent Weekly) Reader's Poll, Winner - Blues Act of the Year, Stevie Ray Vaughan and Double Trouble
- 1989: Pollstar Concert Industry Award, Most Creative Tour Package, "Voted by your peers in the concert industry", Stevie Ray Vaughan and Double Trouble, "Jeff Beck"
- 1989: Billboard Album Rock Tracks, Stevie Ray Vaughan and Double Trouble, "Crossfire"
- 1989: Billboard Album Rock Tracks, Stevie Ray Vaughan and Double Trouble, "Crossfire
- 1989: Album Network’s Power Cuts Consensus, Stevie Ray Vaughan and Double Trouble, "Crossfire"
- 1981: Buddy Holly Award - Double Trouble, Critic’s Choice – Best Blues

## Quadro Geral de Prêmios
| Prêmio              | Venceu | Indicado |
| ------------------- | ------ | -------- |
| Grammy Awards       | 6      | 12       |
| Austin Music Awards | 10     | 33       |
| W. C. Handy Awards  | 5      | 6        |
| Total               | 21     | 51       |

## Lins Externos
- srvofficial.com
- srvaughan.altervista.org